# Bourgeois-bourrin
 (décembre 2018).
- Si vous ne connaissez pas le sujet, laissez ce bandeau (vous pouvez alors contacter les auteurs).
- Si vous supprimez le contenu mis en cause (vous pouvez préalablement contacter les auteurs),

argumentez précisément cette suppression dans la page de discussion
(un manque de référence n'est pas un argument ; une recherche réelle de référence doit avoir été effectuée, être formellement documentée).
Le bourgeois-bourrin ou boubour est un sociostyle[réf. nécessaire] théorisé par le publiciste et essayiste Nicolas Chemla dans un essai intitulé Anthropologie du boubour. Bienvenue dans le monde bourgeois-bourrin, paru en mars 2016.

## Positionnement
Nicolas Chemla, qui est à l'origine de ce nouvel acronyme, explique sur son blog Le gay tapant (Médiapart), dans un billet de décembre 2013, que le boubour veut  « réinventer les codes du cool » et « assumer son rejet de l’attitude bobo : retour aux sources, ethno-centrisme, machisme, voire chauvinisme assumé, rejet de ce qui est trop recherché, sophistiqué (...) ».
La figure du boubour s'oppose à la figure du bourgeois-bohème et rejette les valeurs de justice sociale, de mixité sociale et de protection de l'environnement,. Les boubours peuvent venir d'horizons divers, ils ont tous un « sujet de détestation commune : les bobos ».
L'esthétique boubour valorise ce qui est contraire aux valeurs du bobo, il apprécie, par exemple, la viande, et en particulier le gibier, non par goût mais « parce que c’est mal de tuer ces petites bestioles des biches aux cerfs ». Cette esthétique passe notamment par les figures du bûcheron, du motard et du rocker dans la publicité ou encore par l'esthétique des films comme Drive de Nicolas Winding Refn ou Le Loup de Wall Street de Martin Scorsese.